# Ходак Ігор Миколайович

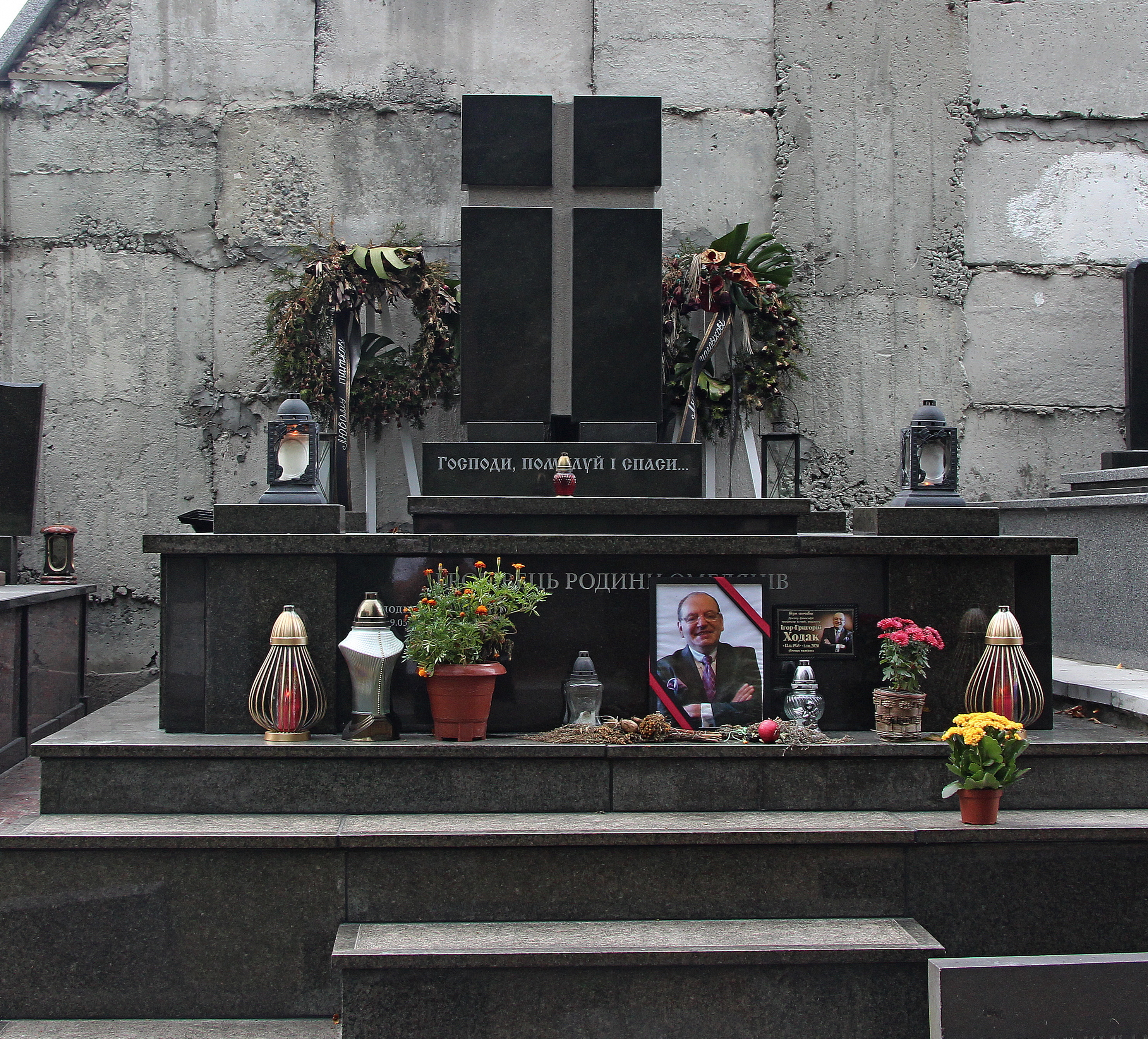

Ігор-Григорій Миколайович Ходак (13 березня 1958, Креховичі — 5 серпня 2020, Відень) — український історик та педагог, викладач кафедри українознавства Львівського національного медичного університету імені Данила Галицького, довголітній головний редактор видавництва «Червона Калина».

## Життєпис
Закінчив історичний факультет Львівського національного університету ім. Івана Франка.
З 1980 викладав історію у вищих навчальних закладах України.
У 2006 захистив дисертацію на здобуття наукового ступеня доктора наук (Doctor Of Sciences) в Українському вільному університеті (Мюнхен, Німеччина), де упродовж 1991—2012 рр. викладав курси «Історія України» та «Історіографія історії України» для студентів факультету україністики УВУ.
Тривалий час працював головним редактором видавництва «Червона Калина».
Автор понад 50 наукових публікацій з проблем діяльності українських еміграційних громадських організацій в Німеччині щодо визнання голодомору як геноциду українського народу, визначення феномена українського Майдану тощо.
Викладав курси «Історія і культура України», «Націологія і здоров'я нації» на кафедрі українознавства Львівського національного медичного університету імені Данила Галицького.
Організовував і доповідав на наукових конференціях.
Помер внаслідок онкологічного захворювання. Похований на 86 полі Личаківського цвинтаря.
Був тестем колишнього міністра інфраструктури Володимира Омеляна.

## Окремі наукові праці
Редактор:
- Українська народна енциклопедія / упоряд. Роман Федорів. — Львів : Червона Калина, 1996. — 644 с. — ISBN 5-7707-0714-3

Окремі статті:
- «Легіон Українських січових стрільців. З нагоди 90-ї річниці творення» (Мюнхен, 2003).
- Ходак І. Дмитро Вітовський — провідник Листопадового чину / І. Ходак // Літопис Червоної Калини. — 1991. — № 2. — С. 45-50.